# Andrea Peron
Andrea Peron (nascido em 14 de agosto de 1971) é um ex-ciclista italiano que participava em competições de ciclismo de estrada. Peron se tornou profissional em 1993, alinhando para a equipe Gatorade. Conquistou uma medalha de prata nos 100 km contrarrelógio por equipes, prova realizada nos Jogos Olímpicos de 1992 em Barcelona.

## Destaques da carreira
1994
Etapa 8, Tour Dupont
Etapa 3, Hofbräu Cup
Hamilton Classic
61º da classificação geral, Tour de France 1994
1995
Etapa 2, Tour DuPont
Thrift Drug Classic
44º da classificação geral, Tour de France 1995
1996
Etapa 1, Competição por Pontos, e no Geral, Vuelta a Castilla-Leon
Competição de montanha, Três Dias de Panne
1997
56º da classificação geral, Tour de France 1997
1999
10º da classificação geral, Tour de France 1999
2001
 Campeonato Italiano de Contrarrelógio Individual
2002
53º da classificação geral, Tour de France 2002
2003
Firenze–Pistoia
54º da classificação geral, Tour de France 2003
2004
64º da classificação geral, Tour de France 2004